# Новокулевська сільська рада
Новоку́левська сільська рада (рос. Новокулевский сельский совет) — муніципальне утворення у складі Нурімановського району Башкортостану, Росія. Адміністративний центр — село Новокулево.

## Населення
Населення — 2143 особи (2019, 2340 в 2010, 2286 в 2002).

## Склад
До складу поселення входять такі населені пункти:
| Населений пункт        | Населення, осіб (2002) | Населення, осіб (2010) |
| ---------------------- | ---------------------- | ---------------------- |
| Гізятово, присілок     | 48                     | 30                     |
| Кизил-Баржау, присілок | 57                     | 55                     |
| Німіслярово, село      | 660                    | 691                    |
| Новокулево, село       | 1398                   | 1465                   |
| Сатлик, присілок       | 93                     | 80                     |
| Уянкуль, присілок      | 30                     | 19                     |